# El vengador de los mayas
El vengador de los mayas (Il vendicatore dei mayas) es una película péplum de 1965, dirigida por Guido Malatesta y protagonizada por Kirk Morris y Barbara Loy. 
Se aleja de la ambientación clásica (como era habitual en los últimos filmes del género) presentando una mezcolanza de culturas y personajes tanto históricos como míticos, como mayas vestidos de egipcios. Algo menos de la mitad del metraje se compone de escenas tomadas de películas anteriores del mismo director, como Maciste contra los monstruos y Maciste contra los cortadores de cabeza.

## Argumento
El poblado de los Mayas es ferozmente atacado por los Ulma. Vencidos y diezmados, unos cuantos supervivientes huyen con su reina Aloha para ponerle a salvo, topándose en el camino con los Savi, una tribu pacífica que les acoge. Allí Aloha conoce a Hércules, naciendo el amor entre ellos. Pero cuando este se ausenta, el poblado Savi, es atacado por los Ulma, siendo secuestrada Aloha para ser entregada a Goliath.

## Reparto
- Kirk Morris - Erdole
- Barbara Loy - Aloha
- Andrea Aureli - Manur
- Demeter Bitenc - Gruno
- Lucia Bomez
- Mimmo Maggio
- Rita Klein
- Luciana Paoli
- Luciano Marin - Donar
- Antonio Casale - Berak
- Koloss - Goliath
- Nando Angelini
- Artemio Antonini
- Fortunato Arena
- Bruno Arié